# Matti Hautamäki
Matti Antero Hautamäki (Oulu, 14. srpnja 1981.) je finski skijaš skakač.
U svjetskom kupu debitirao je 1997. godine u Lillehammeru.
Osvojio je 4 medalje na olimpijskim igrama, 3 srebra i broncu. U svjetskom kupu uspio je doći do postolja 33 puta, a od toga je 9 puta bio pobjednik. I danas se aktivno bavi skijaškim skokovima.